# Gaston Thorn
Gaston Egmond Thorn (Lussemburgo, 3 settembre 1928 – Lussemburgo, 26 agosto 2007) è stato un politico lussemburghese.
È stato ministro, primo ministro, presidente dell'Assemblea generale delle Nazioni Unite e presidente della Commissione europea.

## Formazione
Ancora ragazzo, durante la seconda guerra mondiale Thorn prese parte alla resistenza contro l'occupazione tedesca e trascorse vari mesi in carcere.
Dopo la guerra, studiò giurisprudenza nelle università di Montpellier, Losanna e Parigi. Presiedette l'"Unione degli studenti lussemburghesi". Dopo la laurea praticò la professione legale in Lussemburgo.

## Carriera politica
Thorn fu membro del Partito democratico del Lussemburgo, di cui fu segretario tra il 1961 e il 1969 e poi di nuovo dal 1971 al 1980.
Nel 1959 venne eletto alla Camera dei deputati e dal 1959 al 1969 venne pure delegato al Parlamento europeo. Tra il 1961 e il 1963 Thorn fu anche attivo nel governo municipale di Lussemburgo.
Nel 1969 Thorn venne nominato ministro degli affari esteri, del commercio, della funzione pubblica e dello sport nell'ambito del governo di coalizione guidato da Pierre Werner. Il 15 giugno del 1974 successe allo stesso Werner alla guida del governo, mantenendo però anche l'incarico di ministro degli esteri e dello sport. Thorn fu primo ministro del Lussemburgo fino al 16 luglio del 1979, a capo di una coalizione di liberali e socialisti. È stato l'unico primo ministro del Lussemburgo a non provenire dal Partito Popolare Cristiano Sociale a partire dalla fine della seconda guerra mondiale. Il suo governo promosse tra le altre cose la depenalizzazione dell'adulterio, la legalizzazione del divorzio, l'abolizione della pena di morte e l'abbassamento della maggiore età a 18 anni.
Nel 1975 Thorn svolse l'incarico di presidente dell'Assemblea generale delle Nazioni Unite.

### Presidente della Commissione europea
Alla fine del 1980 Thorn venne scelto come presidente della Commissione europea. Entrò in carica, succedendo a Roy Jenkins, il 12 gennaio 1981 e il suo mandato terminò il 5 gennaio 1985.
La sua nomina venne particolarmente sostenuta dal governo britannico, ma Thorn viene visto anche come molto vicino al presidente francese Valéry Giscard d'Estaing. Non è considerato come un presidente molto carismatico, tuttavia durante il suo mandato i poteri della Commissione continuarono ad aumentare, sia nei confronti degli stati membri che rispetto alle altre istituzioni europee. Il suo successore alla guida della Commissione Jacques Delors ebbe poi modo di approfittare di tale rafforzamento della Commissione. Il mandato della Commissione Thorn fu segnato, tra le altre cose, dal dibattito sul contributo britannico al bilancio della Comunità Economica Europea.
Dopo la fine del mandato come presidente della Commissione, Thorn presiedette il movimento europeo e fece parte della Commissione Trilaterale e del Comitato Jean Monnet. Presiedette anche l'Internazionale Liberale dal 1970 al 1982 e nell'ultimo periodo di vita ne fu presidente onorario.

## Altre attività
Dopo la fine del mandato come presidente della Commissione europea, Thorn svolse delle attività dirigenziali nel settore privato. Fu direttore della Compagnia lussemburghese di telediffusione  e presidente della Banca internazionale di Lussemburgo.
Nel 1991 fu uno dei soci fondatori della società "Pan European Life".

## Famiglia
Thorn fu sposato con la giornalista Liliane Thorn-Petit.